# Péter Somfai
Péter Somfai (ur. 2 kwietnia 1980 w Budapeszcie) – węgierski szpadzista, brązowy medalista olimpijski i czterokrotny medalista mistrzostw świata.
W 1998 roku zdobył drużynowo srebrny medal na mistrzostwach świata juniorów w Valencii. 
Podczas igrzysk olimpijskich w Rio de Janeiro w 2016 roku reprezentanci Węgier w składzie: Géza Imre, András Rédli, Péter Somfai i Gábor Boczkó wywalczyli brązowy medal drużynowo. W rywalizacji indywidualnej nie wystartował.
Na mistrzostwach świata w Antalyi w 2009 roku wywalczył srebrny medal w zawodach drużynowych. W tej samej konkurencji Węgrzy z nim w składzie zdobywali też srebro na mistrzostwach świata w Katanii (2011) oraz brązowe medale na mistrzostwach świata w Paryżu (2010) i mistrzostwach świata w Kijowie (2012).
Drużynowo zdobywał także złote medale podczas ME Płowdiwie (2009) i ME Lipsku (2010) oraz srebrne na ME Sheffield (2011) i ME Legnano (2012).